# Лыжные гонки на зимних Олимпийских играх 1928

На зимних Олимпийских играх 1928 года в Санкт-Морице в лыжных гонках было разыграно 2 комплекта наград — оба среди мужчин (18 км и 50 км). В соревнованиях приняли участие 74 спортсмена из 15 стран. 
Все медали завоевали представители двух стран, в гонке на 18 км весь пьедестал заняли представители Норвегии, а в гонке на 50 км представители Швеции.

## Медалисты
| Дисциплина          | Золото                        | Серебро              | Бронза                   |
| 18 км см. подробнее | Йохан Грёттумсбротен Норвегия | Оле Хегге Норвегия   | Рейдар Эдегор Норвегия   |
| 50 км см. подробнее | Пер-Эрик Хедлунд Швеция       | Густав Юнссон Швеция | Вольгер Андерссон Швеция |

## Общий зачёт
(Жирным выделено самое большое количество медалей в своей категории)
| Общее количество медалей |          |        |         |        |       |
| Место                    | Страна   | Золото | Серебро | Бронза | Всего |
| 1                        | Швеция   | 1      | 1       | 1      | 3     |
| 1                        | Норвегия | 1      | 1       | 1      | 3     |